# 2-10-10-2

Essieux selon le système 2-10-10-2 (avant de la locomotive à gauche)

Selon la classification Whyte (classification américaine), une locomotive 2-10-10-2 est une locomotive avec 1 essieu porteur, 2 jeux de 5 essieux moteurs et 1 essieu porteur.
Voici sa classification selon d'autres systèmes :
- classification UIC : 1EE1 (aussi connue sous les noms de classification allemande ou classification italienne)
- classification française : 150+051
- classification turque : 56+56
- classification suisse : 5/6+5/6

Selon la classification UIC particulière aux locomotives Mallet, son type exact est (1′E)E1′. Toutes les locomotives de ce type sont des locomotives articulées, particulièrement des locomotives Mallet.  
Cette répartition d'essieux est rare. Seules 2 séries de locomotives furent construites : la classe 3000 de la compagnie Atchison, Topeka and Santa Fe Railway (ATSF) et la classe AE de la compagnie Virginian Railway.

## Classe 3000 de la compagnie Atchison, Topeka and Santa Fe Railway
Cette série de dix locomotives est une transformation de locomotives plus classiques de type 2-10-2, construites par Baldwin faite par les ateliers de la compagnie ATSF en 1911.  
Bien qu'elles semblent avoir des chaudières déraisonnablement longues, la partie devant les cylindres arrière contenait un premier étage de surchauffe pour chauffer la vapeur avant utilisation. La vapeur était entraînée vers l'avant depuis la chaudière par des tubulures. Cet espace contenait également un réchauffeur pour donner plus de puissance à la vapeur sortant des cylindres arrière haute pression avant leur entrée dans les cylindres avant basse pression.
Devant cela, il y avait un réchauffeur d'eau d'alimentation, espace où l'eau froide en provenance du tender était réchauffée avant d'être injectée dans la chaudière proprement dite. Celui-ci fonctionnait de façon similaire à la chaudière elle-même: les tubes à feu passaient au travers de l'alimentation en eau.
L'expérimentation ne fut pas un succès et les locomotives furent reconstruites vers des 2-10-2 entre 1915 et 1918.

### Caractéristiques
- Numérotation : 3000 à 3009
- Diamètre des roues motrices : 1 447 mm
- Masse : 279,4 t
- Effort de traction : 496 kN
- Timbre de la chaudière : 15,5 bar
- Diamètre des cylindres : 711 mm haute pression, 965 mm basse pression
- Course des pistons : 813 mm

## Classe AE de la compagnie Virginian Railway
Ces dix locomotives furent construites en 1918 par l'ALCo pour la compagnie Virginian Railway. Alors qu'elles souffraient de la limitation de puissance des locomotives Mallet, qui limitait leur vitesse, ces locomotives avaient le plus grand effort de traction parmi toutes les locomotives à vapeur jamais construites. À cause de questions de gabarit, ces locomotives furent livrées sans cabines ni cylindres basse pression, qui furent installés dans les ateliers de la compagnie. Les cylindres basse pression avec leur diamètre de 1 228 mm furent les plus gros jamais installés sur une locomotive des USA; ils devaient être légèrement inclinés vers le haut pour permettre un dégagement suffisant.
Le tender associé était particulièrement petit, ceci afin de pouvoir les retourner sur les plaques tournantes de la compagnie.  
Ces locomotives étaient de vraies locomotives Mallet, car en plus d'être articulées entre les deux trains d'essieux moteurs, elles étaient également des locomotives compound ; les cylindres arrière, haute pression, envoyaient leur vapeur de sortie via une longue tubulure dans les énormes cylindres avant. Comme beaucoup de locomotives compound, elles pouvaient démarrer en mode simple expansion ; par ailleurs de la vapeur à haute pression pouvait être envoyée directement vers les cylindres avant, à petite vitesse pour accroître l'effort de traction.
Contrairement à d'autres locomotives géantes de la même époque, leur grande chaudière pouvait produire suffisamment de vapeur pour réussir à tirer les trains de marchandises aux vitesses qui leur étaient demandées (entre 13 et 21 km/h). Les locomotives restèrent en service jusqu'en 1952 et peuvent être considérées comme le chant du cygne des locomotives de traction.

### Caractéristiques
- Numérotation : 800 à 809
- Diamètre des roues motrices : 1 422 mm
- Masse répartie sur les roues motrices : 280 t
- Masse de la locomotive : 310 t
- Masse de la locomotive et du tender : 407 t
- Surface de grille : 0,13 m2
- Diamètre et course des cylindres HP : 762 mm × 813 mm
- Diamètre et course des cylindres BP : 1 228 mm × 813 mm
- Timbre de la chaudière : 14,8 bar
- Effort de traction : 655 kN (en mode compound); 786 kN (en mode simple expansion)
- Capacité du tender : 49 000 l d'eau, 11 t de charbon.

Au total, cette classe compta dix-huit locomotives.